# بيلي دينيهي
بيلي دينيهي (بالإنجليزية: Billy Dennehy)‏ (17 فبراير 1987 في جمهورية أيرلندا - ) هو لاعب كرة القدم الغالية ولاعب كرة قدم أيرلندي في مركز الوسط. شارك مع منتخب جمهورية أيرلندا تحت 17 سنة لكرة القدم ومنتخب جمهورية أيرلندا تحت 20 سنة لكرة القدم ومنتخب جمهورية أيرلندا تحت 21 سنة لكرة القدم ومنتخب جمهورية أيرلندا تحت 23 سنة لكرة القدم ‏. أما مع النوادي، فقد لعب مع باتريك أتلتيك وديري سيتي ونادي أكرينغتون ستانلي ونادي سندرلاند ونادي شامروك روفرز ونادي كورك سيتي.

## وصلات خارجية
- بيلي دينيهي على موقع قاعدة بيانات كرة القدم.إي يو (الإنجليزية)
- بيلي دينيهي على موقع Soccerbase.com (لاعب) (الإنجليزية)
- بيلي دينيهي على موقع Soccerway.com (الإنجليزية)